# Gangemi Editore
Gangemi Editore è una casa editrice italiana, fondata da Giuseppe Gangemi nel 1962. La sede è a Roma.

## Storia
Gangemi Editore nasce nel 1962 per opera di Giuseppe Gangemi, originario di Reggio Calabria tipico “self-made man” del dopoguerra. Dopo un’importante esperienza manageriale presso la Olivetti/Necchi si è dedicato alla grande passione libraria. Nel 1962 ha creato la libreria editrice “Casa del Libro”.  Trasferitosi successivamente a Roma la vecchia “Casa del libro” cresce così nella “Gangemi Editore Srl” (e ben presto nella SpA), dedita a pubblicazioni di varia cultura e delle più elitarie sfaccettature della conoscenza, anche già in lingua per il mercato internazionale d’élite. Oggi la casa editrice, promossa a partire dagli anni '90 anche dall’attività dei figli di Giuseppe, Emilia e Fabio, vanta un catalogo storico fra libri e riviste a cui collaborano molti studiosi di fama internazionale. 

## Produzione
La casa editrice ha raggiunto i circa 10.000 titoli in catalogo storico, pubblicati in differenti lingue[senza fonte], di cui, al novembre 2017, 4054 catalogati dall'OPAC SBN e i restanti pubblicati prima dell'introduzione dell'ISBN. Gangemi Editore si è specializzata nella pubblicazione di monografie e periodici; cataloghi di mostre, d'arte e fotografici; saggi illustrati su architettura, urbanistica, ambiente e territorio, design e disegno, archeologia e restauro, medicina, salute e alimentazione, diritto ed economia, storia, filosofia e religione. Oltre all'italiano e l'inglese, pubblica anche in albanese, arabo, bosniaco, cinese, croato, francese, georgiano, greco, giapponese, spagnola, lettone, polacco, portoghese, russo, spagnolo, tedesco e turco.
I libri e i periodici Gangemi Editore sono spesso pubblicati con testo inglese a fronte per ottenere la massima diffusione sul mercato, in Italia e all’estero. Ulteriore impulso alla produzione è venuto dalla creazione dello Stabilimento poli-tipografico Gangemi Editore presso il Tecnopolo Romano della Camera di Commercio di Roma, che raccoglie le più innovative tecnologie di stampa e allestimento di libri e riviste, nonché produzione di grande formato. Nel 2022 sono state ulteriormente aggiornate le componenti meccaniche, con adeguamento delle strutture dell’impresa alla sostenibilità ecologica e all’economia circolare. Gangemi Editore, da sempre attento all’utilizzo esclusivo di carte ecologiche certificate FSC, permette ad esempio un risparmio annuo medio di 25.000 litri d’acqua su un singolo macchinario e garantisce la totale riciclabilità dei prodotti stampati.